# Selišče, Dolenjske Toplice
Selišče este o localitate din comuna Dolenjske Toplice, Slovenia, cu o populație de 31 de locuitori.